# اللبنانيون في هايتي
الهايتيون اللبنانيون، هم الهايتيون من أصل لبناني أو لبنانيون يحملون الجنسية الهايتية.  يقدر عدد المهاجرين اللبنانيين في هايتي والهايتيون من أصل لبناني ما بعد الجيل الأول بحوالي 15.000 ألف نسمة، يتركز وجودهم خصوصا في بورت أو برانس. يتحدث اللبنانيون في هايتي بشكل عام اللغات الفرنسية، واللغة الكريولية الهايتية اللغة الشعبية ولغة هوية الشعب الهايتي، ويتحدث الجيل الأول اللغة العربية، ثم يتحدث كثير منهم اللغة الإنجليزية كلغة كوسموبوليتية.

## مدخل
الشتات اللبناني يشير إلى المهاجرين اللبنانيين والمتحدرين منهم والذين هاجروا من لبنان طواعية أو كرها ويقيمون الآن في بلدان أخرى.
يقدر الشتات بين 12 إلى أكثر من 18 مليون شخص أي أكثر من تعداد سكان لبنان نفسه الذي يبلغ أربعة ملايين.
وقد اُقيم تمثال في بيروت لتكريم المغتربين اللبنانيين وهو تمثال المغترب اللبناني وقد صنعت نسخ طبق الأصل منه في فيراكروز بالمكسيك، وبريتش كولومبيا بكندا، وبريزبان بأستراليا، وأكرا بغانا.
وكالعديد من دول العالم في القارات الخمس استقبلت هايتي العديد من المهاجرين في إبان سنوات الهجرات اللبنانية لظروف مختلفة اقتصادية أمنية وسياسية..

## أبرز اللبنانيين الهايتيين
- رينالدو مارتينو ، المغني والملحن والمايسترو لفرقة كومباس الشعبية (أصل لبناني)
- زوي سالدانا، الممثلة الدومينيكية البورتوريكية من أصل مزدوج لبناني/وهايتي.